# ゲオルク・ルートヴィヒ・フォン・シュレースヴィヒ＝ホルシュタイン＝ゴットルプ

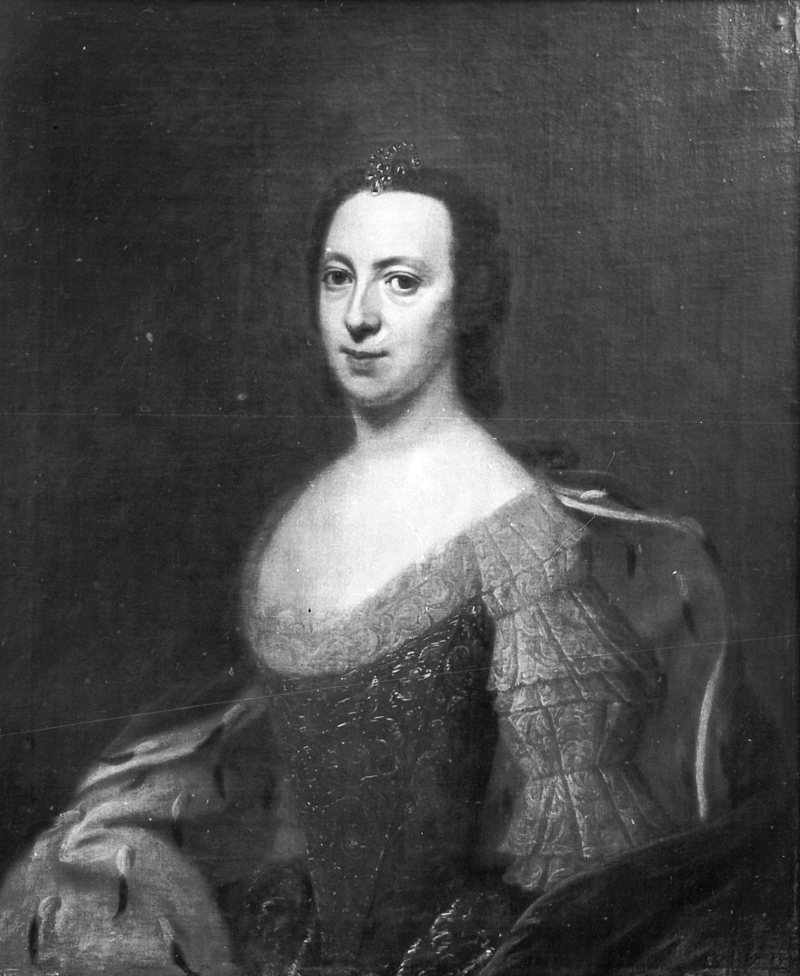
妻のゾフィー・シャルロッテ、ドミニクス・ファン・デル・スミッセン（Dominicus van der Smissen）画

ゲオルク・ルートヴィヒ・フォン・シュレースヴィヒ＝ホルシュタイン＝ゴットルフ（Georg Ludwig von Schleswig-Holstein-Gottorf, 1719年3月16日 - 1763年9月7日）は、ドイツ＝デンマーク系のホルシュタイン＝ゴットルプ公爵家の公子。ブランデンブルク＝プロイセンの将軍（陸軍中将）、ロシア帝国の陸軍元帥。

## 生涯
リューベック領主司教のクリスティアン・アウグストと、その妻でバーデン＝ドゥルラハ辺境伯フリードリヒ7世マグヌスの娘であるアルベルティーナ・フリーデリケ（1682年 - 1755年）の間の末息子として生まれた。幼くして父を亡くし、母親に育てられた。年少の頃にザクセン選帝侯領の近衛連隊大尉に任官するが、全く形式上のものであった。1737年にはロシアの聖アンナ勲章を受けている。1741年に自ら志願してプロイセン軍に入隊、翌1742年に第5胸甲騎兵連隊の中佐に、1744年に少将に、1745年に第9竜騎兵連隊の連隊長に昇進した。
同じ1745年にはロシアのエリザヴェータ女帝より聖アンドレイ勲章を授けられ、ベルリンにおいてプロイセン王フリードリヒ2世の手から直接授与されている。ケッセルスドルフの戦いでは、アンハルト＝デッサウ侯レオポルト1世の指揮下で自らの連隊を率いて従軍し、その後フリードリヒ大王のドレスデン入城に随行した。7年戦争ではヨハン・フォン・レーヴァルト（Johann von Lehwaldt）元帥の司令部に所属し、1757年に中将に昇進し、グロース＝イェーガースドルフの戦い（Schlacht bei Groß-Jägersdorf）に従軍した。
ゲオルク・ルートヴィヒは連隊とともにポンメルン地方でスウェーデン軍と交戦するようになり、レーヴァルト元帥率いる1万2000人の軍隊の前衛となったが、シュトラールズントまで後退を余儀なくされた。メクレンブルク＝シュヴェリーン公フリードリヒがスウェーデン軍を支援していたことが発覚すると、ゲオルク・ルートヴィヒはメクレンブルク公爵に軍税を請求し、マルヒン（Malchin）を占拠した。1757年12月28日、ゲオルク・ルートヴィヒはスウェーデン領ポメラニア（Schwedisch-Pommern）に奇襲を仕掛け、この軍功により黒鷲勲章を受けた。
1758年、ゲオルク・ルートヴィヒは連隊を引き連れロストックまで戻り、そこで王弟ハインリヒ王子の麾下で戦うよう命じられた。この地ではクレーフェルトの戦い（Schlacht bei Krefeld）、ベルゲンの戦い（Schlacht bei Bergen）、ミンデンの戦い（Schlacht bei Minden）など多くの戦闘に従軍した。1760年には国王軍に合流し、ドレスデン包囲やトルガウの戦いに参加した。しかしゲオルク・ルートヴィヒはフリードリヒ大王に鈍重だと非難されたことに不満を持ち、1760年12月8日に辞表を提出した。この辞表は翌1761年3月27日に受理された。
ゲオルク・ルートヴィヒは1761年、従甥にあたる新皇帝ピョートル3世の登極に伴ってロシア軍に入隊した。彼はドイツ人部隊の総司令官およびホルシュタイン公爵領の総督に任じられた。同年2月21日にはロシア帝国元帥に任じられ、プロイセン時代と同等の非常に高額な給金を受けた。しかし1762年7月4日のエカチェリーナ皇后のクーデタに際して逮捕され、釈放されたものの7月21日にはロシア軍から解雇された。失意のうちにキールに移り、1763年に妻の死の1カ月後に死去した。

## 子女
1750年1月1日にプレーケルヴィッツ城（Schloss Prökelwitz）において、シュレースヴィヒ＝ホルシュタイン＝ゾンダーブルク＝ベック公フリードリヒ・ヴィルヘルム2世の娘ゾフィー・シャルロッテ（1722年 - 1763年）と結婚した。ゾフィー・シャルロッテはゾーアの戦いで戦死したプロイセン軍大佐のアレクサンダー・エミール・フォン・ドーナ＝シュロビッテン伯爵（1704年 - 1745年、アレクサンダー・ツー・ドーナ＝シュロビッテン元帥の息子）の未亡人だった。ゲオルク・ルートヴィヒは妻との間に3人の息子をもうけている。
- フリードリヒ（1751年 - 1752年）
- ヴィルヘルム（1753年  - 1774年）
- ペーター・フリードリヒ・ルートヴィヒ（1755年 - 1829年） - オルデンブルク大公